# 1999 OK4
1999 OK4, também escrito como 1999 OK4, é um objeto transnetuniano (TNO) que está localizado no cinturão de Kuiper, uma região do Sistema Solar. Este corpo celeste possui uma magnitude absoluta (H) de 7,6 e, tem um diâmetro estimado com cerca de 133 km, por isso existem poucas chances que o mesmo possa ser classificado como um planeta anão, devido ao seu tamanho relativamente pequeno.

## Descoberta
1999 OK4 foi descoberto no dia 19 de julho de 1999 pelos astrônomos J. J. Kavelaars, B. Gladman, M. J. Holman e J.-M. Petit.

## Órbita
A órbita de 1999 OK4 tem uma excentricidade de 0.159 e possui um semieixo maior de 43.138 UA. O seu periélio leva o mesmo a uma distância de 36.294 UA em relação ao Sol e seu afélio a 50.456.